# Frederik Poulsen
Poul Frederik Sigfred Poulsen (Dalsgaard, 7 marzo 1876 – Hellerup, 8 novembre 1950) è stato un archeologo danese.

## Biografia
Dopo aver studiato alla Randers Statsskole di Randers, nel 1894 Poulsen si iscrisse all'Università di Copenaghen; dopo un periodo di studi all'estero, dapprima a Gottinga (tra il 1896 ed il 1897, presso Ulrich von Wilamowitz-Moellendorff) e poi a Monaco (nel 1897, presso Adolf Furtwängler), nel 1899 ottenne la laurea a Copenaghen. Dal 1900 al 1901 approfondì gli studi a Bonn, presso Georg Loeschcke, mentre tra il 1902 ed il 1903 si spostò a Berlino. Dopo una visita di studio in Grecia, nel 1904 ottenne il dottorato a Copenaghen con la tesi Dipylongravene og Dipylonvaserne ("Le tombe di Diplyon ed i vasi di Diplyon"). Dal 1905 al 1907 collaborò con l'École française d’Athènes, mentre dal 1910 fu assistente presso il dipartimento di antichistica della Ny Carlsberg Glyptotek di Copenaghen, che guidò a partire dal 1915; nel 1926 divenne direttore del museo, mantenendo questa carica fino al 1943.
Il suo lavoro scientifico era incentrato sulle opere antiche della Ny Carlsberg Glyptotek: pubblicò la raccolta delle opere etrusche ed il catalogo completo delle sculture antiche; riuscì inoltre ad ampliare la raccolta del museo attraverso numerose nuove acquisizioni. SI occupò anche dello studio dell'arte dell'antica Grecia e pubblicò importanti studi e cataloghi sul ritratto nell'antichità. Tra il 1926 ed il 1935 condusse alcune campagne scavi in Grecia, in particolare a Calidone, dove furono rinvenuti degli heroon.

## Opere
Poulsen scrisse numerosi libri sull'arte e sulla cultura dell'antichità e del mondo romano:
- Die Dipylongräber und die Dipylonvasen, 1905 (Internet archive)
- Der Orient und die frühgriechische Kunst, 1912 (Internet archive)
- Un portrait de l'orateur Hypéride, 1913
- Oraklet i Delfi, 1919 (Internet archive)
- Etruscan Tomb Paintings, 1922 (Internet archive)
- Greek and Roman Portraits in English Country Houses, 1923
- Gab es eine alexandrinische Kunst?, 1938